# Bucinna divisalis
Bucinna divisalis là một loài bướm đêm trong họ Noctuidae.